# Dickens (Texas)
Pour les articles homonymes, voir Dickens.
La ville américaine de Dickens est le siège du comté de Dickens, dans l’État du Texas. Elle comptait 286 habitants lors du recensement de 2010, contre 332 habitants en 2000.

## Source
- (en) Cet article est partiellement ou en totalité issu de l’article de Wikipédia en anglais intitulé « Dickens, Texas » (voir la liste des auteurs).